# Bird of Paradise
Bird of Paradise (bra: Ave do Paraíso; prt: A Ave do Paraíso) é um filme norte-americano de 1932, dos gêneros aventura e drama romântico, dirigido por King Vidor, com roteiro de Wells Root, Wanda Tuchock e Leonard Praskins baseado na peça teatral The Bird of Paradise, de Richard Walton Tully.
A mesma peça seria novamente readaptada para o cinema em 1950, sob direção de Delmer Davies.

## Elenco
- Dolores del Rio ... Luana
- Joel McCrea ... Johnny Baker
- John Halliday ... Mac
- Richard 'Skeets' Gallagher ... Chester
- Bert Roach ... Hector
- Lon Chaney Jr. ... Thornton
- Wade Boteler ... Johnson
- Arnold Gray
- Reginald Simpson ... O'Fallon
- Napoleon Pukui ... o rei
- Agostino Borgato ... curandeiro
- Sofia Ortega ... Mahumahu

## Sinopse

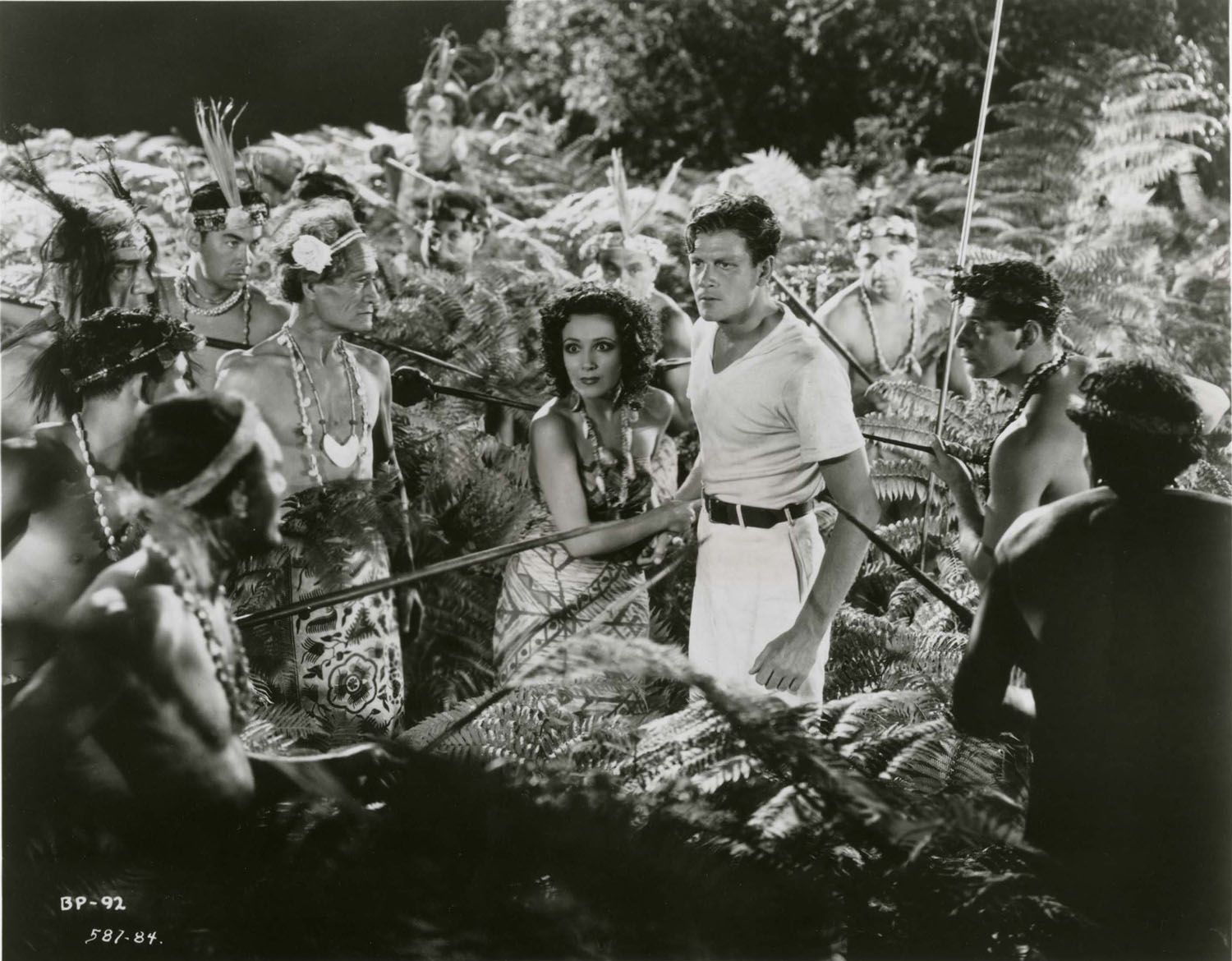
Cena do filme

Rapaz naufraga perto da Polinésia e é salvo por Luana, uma nativa. Eles se apaixonam, mas seu amor é interrompido pela erupção de um vulcão. Para acalmar a fúria dos deuses, o costume tribal manda sacrificar uma jovem mulher, e a escolhida é Luana. Eles tentam escapar.